# Hrabstwo Hood River
Hrabstwo Hood River (ang. Hood River County) – hrabstwo w stanie Oregon w Stanach Zjednoczonych. Obszar całkowity hrabstwa obejmuje powierzchnię 533,56 mil² (1381,91 km²). Według szacunków United States Census Bureau w roku 2009 miało 21 883 mieszkańców.
Hrabstwo powstało w 1908 roku. 

## Miasta[4]
- Cascade Locks
- Hood River

## CDP[4]
- Mount Hood
- Odell
- Parkdale